# Hibari Misora

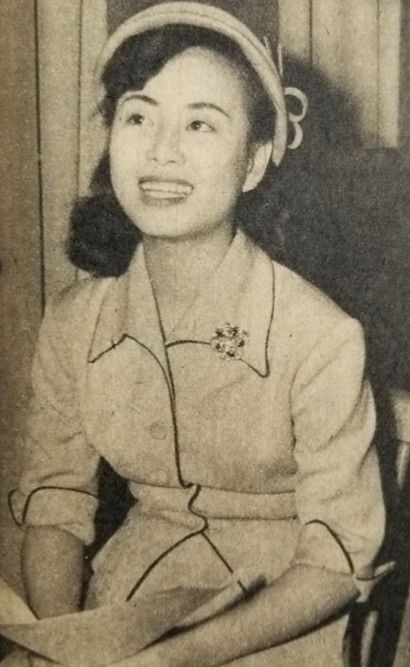
Misora Hibari

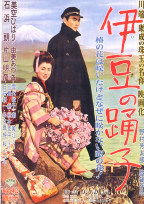
„Die Tänzerin von Izu“ Filmplakat 1954

Hibari Misora  (japanisch 美空 ひばり, Misora Hibari, eigentlich Katō Kazue (加藤 和枝); geboren 29. Mai 1937 in Yokohama (Präfektur Kanagawa); gestorben 24. Juni 1989) war eine japanische Sängerin und Schauspielerin.

## Leben und Wirken
Hibari Misora begann ihre Karriere als Sängerin mit dem Lied „Kappa Boogie-Woogie“ (河童ブギウギ) im Alter von 12 Jahren. Gesegnet mit einem guten Gehör und einem hervorragenden Talent für Artikulation meisterte sie verschiedene Genres, vom sentimental deklamierenden Lied, in Japan „Enka“ genannt, bis zum Jazz in englischer Sprache. Sie war bis zu ihrem frühen Tod auf Grund einer Erkrankung unangefochten die Spitzensängerin in der japanischen Welt.
Weitere Hits waren
- „Apfel-Song“ (リンゴ追分, Ringo oiwake; 1952),
- „Haus in der Hafenstadt“ (港町十三番地, Minatomachi jūbanchi; 1957),
- „Sanft“ (柔, Yawara; 1964), 1965 ausgezeichnet mit dem Japan Record Award
- „Trauriger Reiswein“ (悲しい酒, Kanashii sake; 1966),
- „Dunkelrote Sonne“ (真赤な太陽, Makkana taiyō; 1967),
- „Wirres Haar“ (みだれ髪, Midare-gami; 1987).

Ihr erfolgreichstes Lied Kawa no nagare no yō ni wurde nur wenige Monate vor ihrem Tod veröffentlicht.
Hibari spielte auch in Filmen mit, darunter in einer Version der „Tänzerin von Izu“ 1954. Nach ihrem Tod wurde sie als erste Frau mit der Ehrenmedaille ausgezeichnet für ihren musikalischen Beitrag zur Selbstfindung Japans nach den düsteren Nachkriegsjahren.
Zu Lebzeiten nahm sie 1200 Lieder in 675 Alben und Singles auf. Es wurden 68 Millionen Kopien verkauft. Nach ihrem Tod stieg diese Zahl auf 80 Millionen.